# Rambla de Catalunya

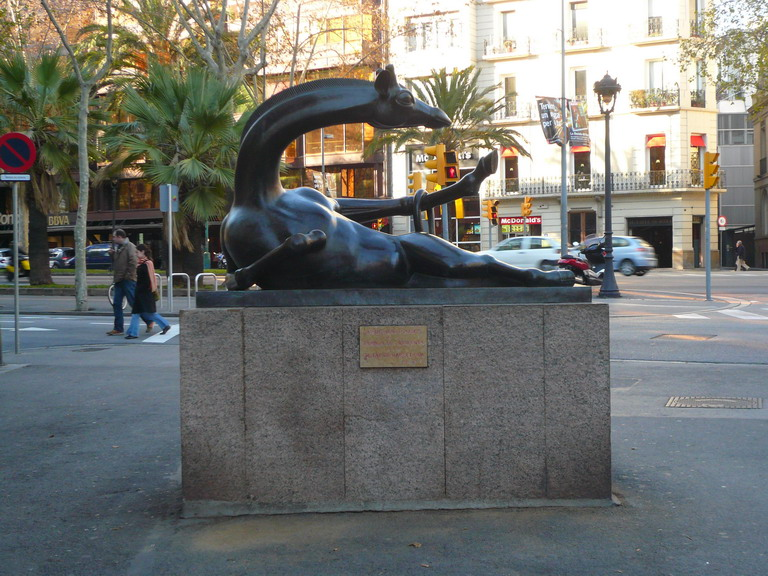
La girafa coqueta, escultura de Josep Granyer a la cantonada amb la Diagonal

La Rambla de Catalunya és un dels vials més cèntrics de Barcelona. Discorre per la Dreta de l'Eixample en direcció nord-sud i està situat entre el Passeig de Gràcia i el carrer de Balmes, que li són paral·lels.
Neix a la plaça de Catalunya i acaba a la Diagonal. És un bulevard bàsicament comercial on hi abunden les botigues de moda. En l'actualitat hi ha dos cinemes: el Club Coliseum, al núm. 23, i l'Alexandra, que integra diverses sales i el petit cinema Alexis, al número 90. En el passat, als números 2-4 s'hi aixecà el desaparegut Teatre Barcelona, i al núm. 37 hi hagué fins a l'any 2006 el cinema Alcázar, anteriorment anomenat Pathé Cinema, Lido i Actualidades. Al número 57-59 hi va haver, entre el 1994 i l'any 2000, la seu del Museu Egipci de Barcelona, de la Fundació Jordi Clos.
És la continuació de la popular Rambla cap a l'Eixample i, llevat del primer tram (plaça de Catalunya – Gran Via), on hi ha un aparcament soterrani, la resta té un magnífic passeig central vorejat de til·lers amb una escultura a cada extrem: El toro assegut (o Meditació), a la cruïlla amb la Gran Via, i La girafa coqueta, a la de la Diagonal. Totes dues són obra de l'escultor Josep Granyer. Al punt central d'intersecció amb la Gran Via hi ha una font circular amb l'escultura Nena damunt un peix de Frederic Marès, que antigament decorava el brollador de la plaça de Catalunya.
L'any 1990 en varen ser eixamplades les voreres laterals i rehabilitat tot el passeig central. Una altra actuació destacada és el tancament del trànsit, el 2006, els diumenges i dies festius.
Tradicionalment s'hi celebra la fira de palmes i palmons els dies anteriors al Diumenge de Rams.

## Edificis d'interès
Tot i l'anomenada del veí Passeig de Gràcia, la Rambla de Catalunya és el carrer més densament poblat d'edificis modernistes de tota la ciutat.

### Edificis del costat Besòs

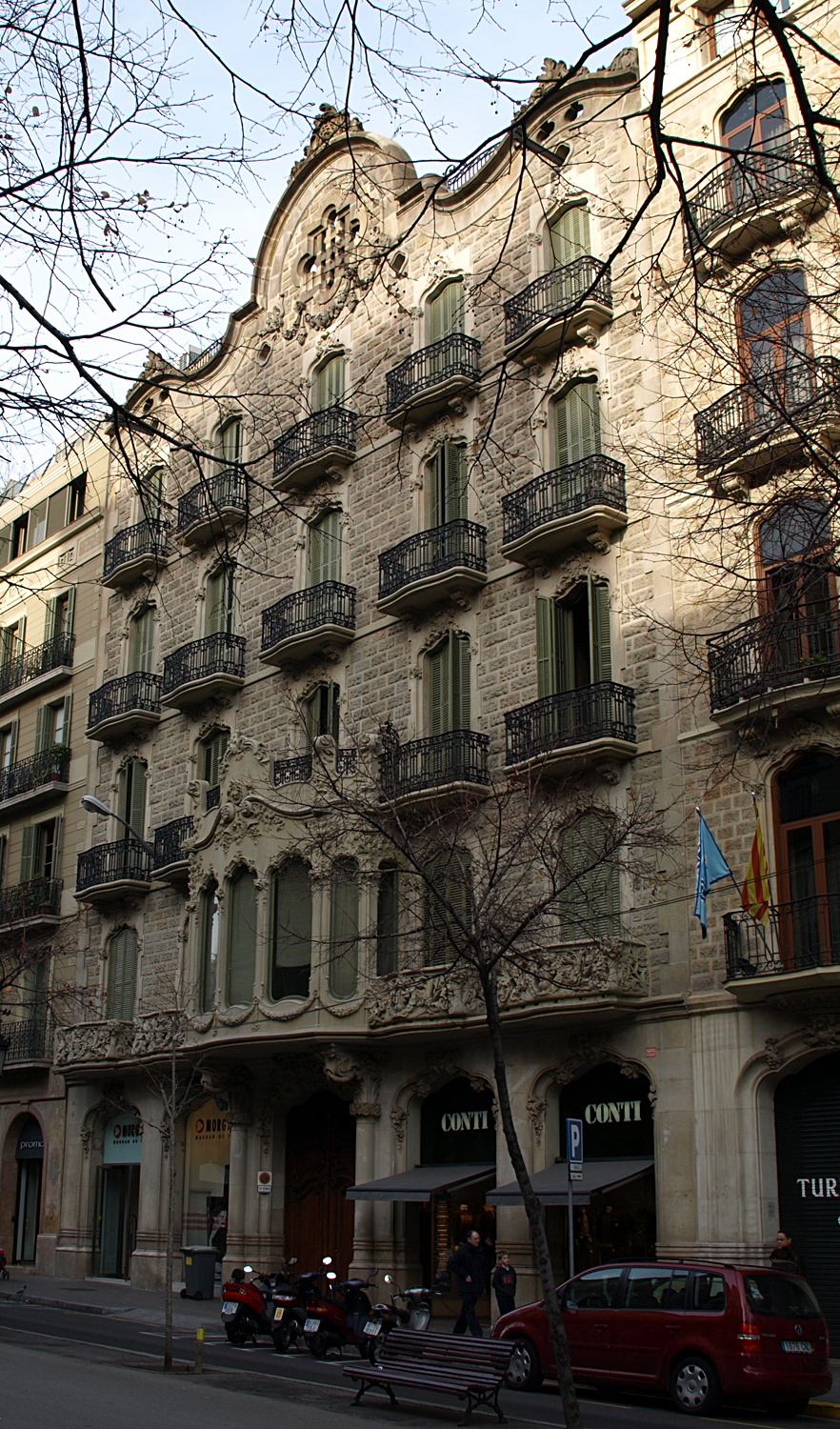
La casa Juncosa

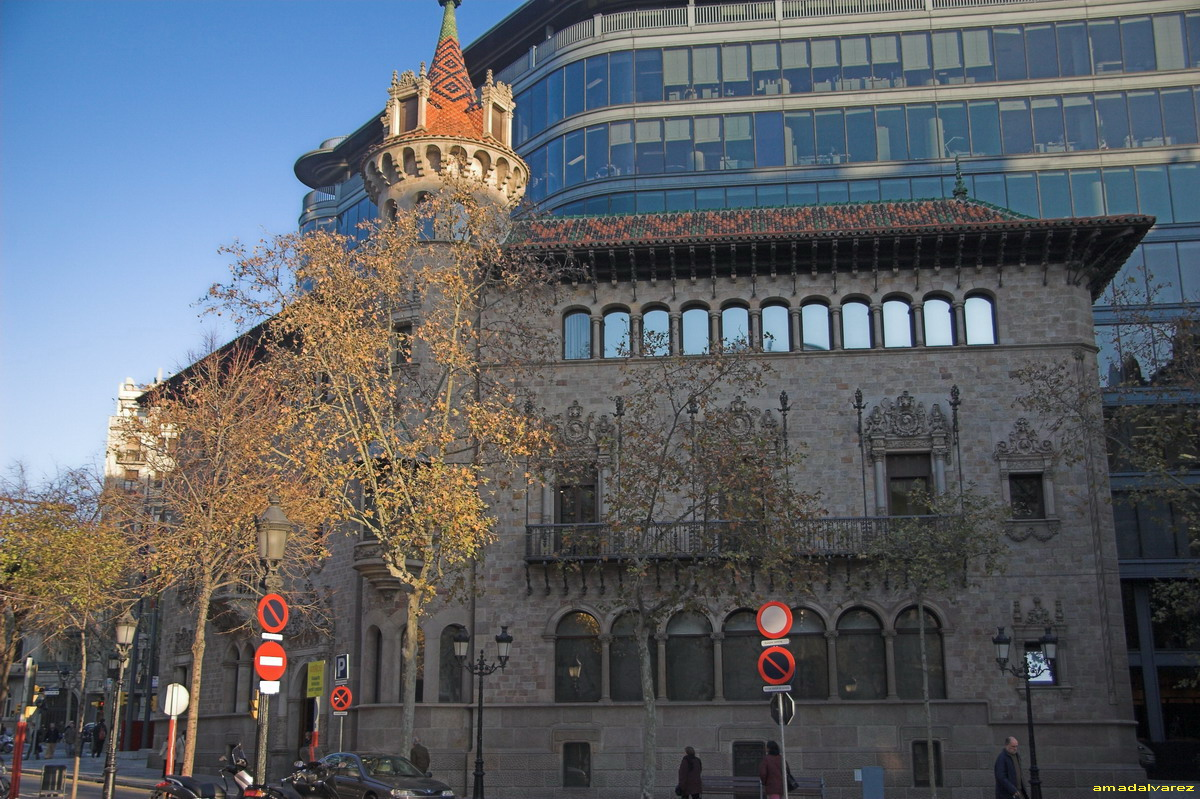
La casa Serra, seu de la Diputació

- La casa Dolors Calm (núm. 54), de Josep Vilaseca i Casanovas (1903), amb una gran tribuna de fusta i vidre. Allotja la Galeria Joan Prats, al local d'una antiga barreteria.
- La casa Bonaventura Pollés (núm. 72, a la cantonada amb el carrer de València), de Bonaventura Pollés i Vivó (1892), amb tribunes i uns singulars balconets triangulars.
- La casa Asunción Belloso (núm. 74, a la cantonada amb el carrer de València), de Josep Domènech i Estapà (1909), molt modificada pel realçat de tres plantes al capdamunt.
- La casa Juncosa (núm. 78), de Salvador Viñals i Sabaté (1909), que fa pensar en la casa Calvet de Gaudí.
- La casa Francesc Farreras (núm. 86, a la cantonada amb el carrer de Mallorca), de Josep Pérez i Terraza (1899), amb tribunes poligonals als angles del xamfrà i un curiós acabament en forma de teulada piramidal.
- La casa Queraltó (núm. 88, a la cantonada amb el carrer de Mallorca), de Josep Plantada i Artigas (1907), amb esgrafiats i detalls florals.
- La casa Dolors Vidal de Sagnier (núm. 104), d'Enric Sagnier i Villavecchia (1894), residència d'aquest arquitecte modernista.
- La casa Antònia Costa (núm. 122), de Josep Domènech i Estapà (1904), amb tribunes laterals de dalt a baix.
- La casa Serra (núm. 126, a la cantonada amb el carrer de Còrsega), de Josep Puig i Cadafalch (1908), seu de la Diputació de Barcelona des del 1987. Molt modificat, compta amb dos cossos units per una interessant torreta acabada en teulada cònica, ràfecs pronunciats, una teulada de ceràmica vidrada i una gran ornamentació escultòrica, amb obres d'Eusebi Arnau i Alfons Juyol, entre d'altres. Al darrere s'hi va afegir l'edifici nou de la Diputació, de Federico Correa i Alfons Milà (1981), de vidre i acer.

### Edificis del costat Llobregat
- La casa Llorenç Armengol (núm. 125), d'Adolf Ruiz i Casamitjana (1900), amb ornamentació vegetal i coronament neogòtic.
- L'església de Montsió (núm. 115), edifici medieval dels segles xiv-xv que fou traslladat en obrir-se el Portal de l'Àngel entre 1882 i 1890, reedificat per Joan Martorell, que va modificar substancialment la nau gòtica i va crear una nova façana neogòtica amb rosassa, pòrtic i una escultura de la Mare de Déu del Roser, de Maximí Sala.

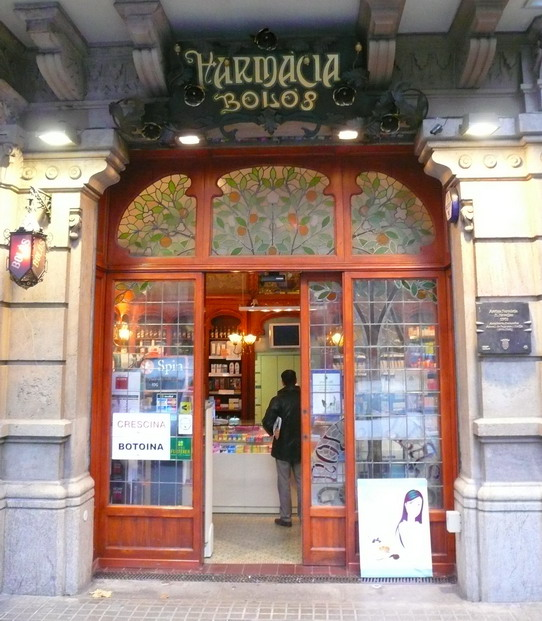
La farmàcia Bolós, antiga farmàcia Novellas

- La farmàcia Bolós, antiga farmàcia Novellas (núm. 77, a la cantonada amb el carrer de València), d'Antoni de Falguera i Sivilla (1902), als baixos d'un edifici de Josep Domènech i Estapà.
- La casa Fargas (núm. 47), d'Enric Sagnier i Villavecchia (1904), amb un interessant cos central de tribunes ondulades. En aquesta casa hi nasqué, visqué i morí el polític Ramon Trias Fargas i actualment allotja la Fundació Ramon Trias Fargas.
- La casa Rodolf Juncadella (núm. 33), també d'Enric Sagnier (1891), remodelada el 1918, amb relleus de Pere Carbonell.
- L'anomenada Illa d'Or, entre el carrer de la Diputació i la Gran Via de les Corts Catalanes. Hi destaquen:
  - La casa Climent Arola (núm. 27), de Francesc de Paula del Villar i Carmona (1902); la casa Sebastià Pratjusà (núm. 25), d'Antoni Serra i Pujals (1894), i la casa Jaume Moysi (núm. 23), de Manuel Comas i Thos (1895). D'estètica similar, amb una ornamentació més acadèmica i classicitzant.
  - La casa Heribert Pons (núm. 19-21), d'Alexandre Soler i March (1909), una de les més relacionades amb la Sezession vienesa, amb escultures d'Eusebi Arnau. Actualment és la seu del Departament d'Economia i Finances de la Generalitat de Catalunya.
  - La casa Pia Batlló (núm. 17, a la cantonada amb la Gran Via), de Josep Vilaseca i Casanovas (1896), amb dues torretes angulars cobertes de teules vidriades.

## Hotels
- Hotel Calderón, 4 *, al núm. 26
- Hotel Continental Palacete, 3 *, al núm. 30
- Hotel Onix Rambla, 3 *, al núm. 24
- Hotel Regente, 4 *, al núm. 76